# Carles Soler Perdigó
Carles Soler Perdigó (Barcellona, 12 settembre 1932 – Gerona, 9 dicembre 2023) è stato un vescovo cattolico spagnolo.

## Biografia
Carles Soler Perdigó nacque a Barcellona il 12 settembre 1932.

### Formazione e ministero sacerdotale
Nel 1949 conseguì il diploma di perito commerciale e poi entrò nel seminario maggiore di Barcellona dove compì gli studi umanistici e di filosofia. In seguito venne inviato a Roma per studi.
Il 19 marzo 1960 fu ordinato presbitero per l'arcidiocesi di Barcellona nella cappella del Pontificio Collegio Spagnolo di San Giuseppe. L'anno successivo conseguì la licenza in teologia presso la Pontificia Università Gregoriana. In seguito fu professore nel seminario minore dal 1961 al 1967; superiore del seminario maggiore dal 1963 al 1964; vicerettore del seminario minore dal 1964 al 1967 e rettore dello stesso dal 1967 al 1970. Nel 1971, dopo un breve passaggio a Lovanio, ritornò alla Pontificia Università Gregoriana, dove nel 1973 conseguì la licenza in diritto canonico. Tornato in diocesi fu segretario generale del tribunale ecclesiastico dal 1973 al 1974; vicario giudiziale aggiunto dal 1975 al 1990; membro del consiglio diocesano delle donne dell'Azione Cattolica dal 1983 al 1985; capo del Dipartimento per gli insegnanti cristiani della delegazione diocesana per l'educazione nel 1984; parroco della parrocchia di San Pio X a Barcellona dal 1985 al 1991; vicario episcopale per le zone pastorali 1-4 del centro di Barcellona dal 1989 al 1990 e vicario episcopale per la zona pastorale 12 del Maresme, Vallès Orientale e l'arcipresbiterato di Montcada i Reixac dal 1990 al 1991.

### Ministero episcopale
Il 16 luglio 1991 papa Giovanni Paolo II lo nominò vescovo ausiliare di Barcellona e titolare di Anglona. Ricevette l'ordinazione episcopale il 22 settembre successivo nella basilica di Santa Maria del Mar a Barcellona  dall'arcivescovo di Barcellona Ricardo María Carles Gordó, co-consacranti il cardinale Narciso Jubany Arnau, arcivescovo emerito di Barcellona, e l'arcivescovo Mario Tagliaferri, nunzio apostolico in Spagna. Prestò servizio come vicario generale e capo del distretto episcopale di Vallès dal 1991 al 2001.
Il 30 ottobre 2001 lo stesso papa Giovanni Paolo II lo nominò vescovo di Gerona. Ha preso possesso della diocesi il 16 dicembre successivo.
Nel 2003 firmò il decreto che istituì il piano diocesano per il raggruppamento delle parrocchie, presentò il piano pastorale per i laici e inaugurò le residenze sacerdotali di Banyoles e Olot.
Nel 2004 istituì il Servizio diocesano per il catecumenato  e avviò i lavori di restauro del quarto piano dell'edificio del seminario diocesano dove risiedono gli studenti del corso propedeutico. Inaugurò la libreria diocesana "Casa Carles"  e ristrutturò i servizi della curia vescovile con il trasferimento degli uffici del vicario giudiziale a Casa Carles.
Nel 2005 introdusse in diocesi il diaconato permanente e creò la Pia Fundació Autònoma Sant Martí.
Nel 2006 creò il Segretariato diocesano per il dialogo interreligioso, avviò i lavori di restauro della chiesa di Sant Feliu a Gerona e dispose il trasferimento di tutti i depositi dell'archivio diocesano nell'edificio del seminario diocesano.
Nel 2007 inaugurò il Casal "Bisbe Cartañà"  e decretò la creazione di uffici inter-parrocchiali per le unità pastorali e gli arcipresbiterati.
Nel 2008 accolse in diocesi il nunzio apostolico Manuel Monteiro de Castro.
Il 16 luglio 2008 papa Benedetto XVI accettò la sua rinuncia al governo pastorale della diocesi per raggiunti limiti di età.
Dopo il suo ritiro, rimase a vivere nella residenza sacerdotale "Monestir" di Banyoles, collaborando nelle parrocchie di Pla de l'Estany e con il vescovo diocesano.
In seno alla Conferenza episcopale spagnola fu membro delle commissione per le migrazioni dal 1991 al 1993; della commissione per il clero dal 1993 al 2002, e nell'ambito di questa presidente del comitato per il diaconato permanente dal 1992 al 2001; e della commissione per la pastorale dal 2002 al 2011, e nell'ambito di questa responsabile del Dipartimento per il turismo, i santuari e i pellegrinaggi dal 2001 al 2008.
Fu segretario generale della Conferenza episcopale tarraconense dal 1992 al 1996  e delegato per la pastorale del turismo e dei santuari nell'ambito della stessa.
Morì a Gerona alle 5 del 9 dicembre 2023 all'età di 91 anni. Le esequie si tennero il 12 dicembre alle ore 11 nella cattedrale di Santa Maria a Gerona e furono presiedute da monsignor Joan Planellas i Barnosell, arcivescovo metropolita di Tarragona. Al termine del rito la salma è stata sepolta nella navata dello stesso edificio.

## Opere
- (ES)  El Seminario Menor, qué es y qué finalidad tiene (documento della 1ª assemblea de seminari minori di Spagna), Seminarios 36 (1968), pp. 534–555.
- (CA)  El procediment matrimonial canònic en el nou Codi, Barcellona 1984 (in collaborazione).
- (CA)  Pastoral de les vocacions, miscellanea in onore del cardinale Narcís Jubany i Arnau, Barcellona 1992, pp. 577–584.

## Genealogia episcopale
La genealogia episcopale è:
- Cardinale Scipione Rebiba
- Cardinale Giulio Antonio Santori
- Cardinale Girolamo Bernerio, O.P.
- Arcivescovo Galeazzo Sanvitale
- Cardinale Ludovico Ludovisi
- Cardinale Luigi Caetani
- Cardinale Ulderico Carpegna
- Cardinale Paluzzo Paluzzi Altieri degli Albertoni
- Papa Benedetto XIII
- Papa Benedetto XIV
- Papa Clemente XIII
- Cardinale Marcantonio Colonna
- Cardinale Giacinto Sigismondo Gerdil, B.
- Cardinale Giulio Maria della Somaglia
- Cardinale Carlo Odescalchi, S.I.
- Cardinale Costantino Patrizi Naro
- Cardinale Lucido Maria Parocchi
- Papa Pio X
- Cardinale Gaetano De Lai
- Cardinale Raffaele Carlo Rossi, O.C.D.
- Cardinale Amleto Giovanni Cicognani
- Cardinale Luigi Dadaglio
- Cardinale Ricardo Maria Carles Gordó
- Vescovo Carles Soler Perdigó